# زیردریایی یو-۴۱۰
زیردریایی یو-۴۱۰ (به انگلیسی: German submarine U-410) یک زیردریایی بود که طول آن ۶۷٫۱ متر (۲۲۰ فوت ۲ اینچ) بود. این زیردریایی در سال ۱۹۴۱ ساخته شد.